# Classics II
Classics II è il sesto album in studio del gruppo musicale New Age francese Era, pubblicato nel 2010.

## Tracce
1. Ave Paternum Deo – 4:03
2. Madeus + Requiem – 4:13 (Wolfgang Amadeus Mozart)
3. Abbey Road Blues – 4:36
4. A Brand New Day – 4:33
5. Voxifera – 3:48
6. Prelude – 3:25
7. I'm No Angel – 4:31
8. Journey – 4:01
9. Thunder Flash – 4:49
10. Outro Madeus – 0:44